# Castillo de Hoşap
El Castillo de Hoşap (en turco: Hoşap kalesi) es un gran castillo medieval en el pueblo de Hosap (que literalmente significa en kurdo: "Agua Buena o dulce"), cuyo nombre oficial es Güzelsu, Van, ubicado en el distrito Gurpinar de la provincia de Van, en el sureste de Turquía. La mayor parte de la estructura sobreviviente fue construida por un señor local kurdo llamado Mahmudi Suleyman en 1643.
La ciudad antigua de Hosap yacía en el suelo llano norte del castillo de roca mientras que en el espacio cerrado en el lado opuesto del castillo el pueblo actual se extiende por el lugar.

## Galeria

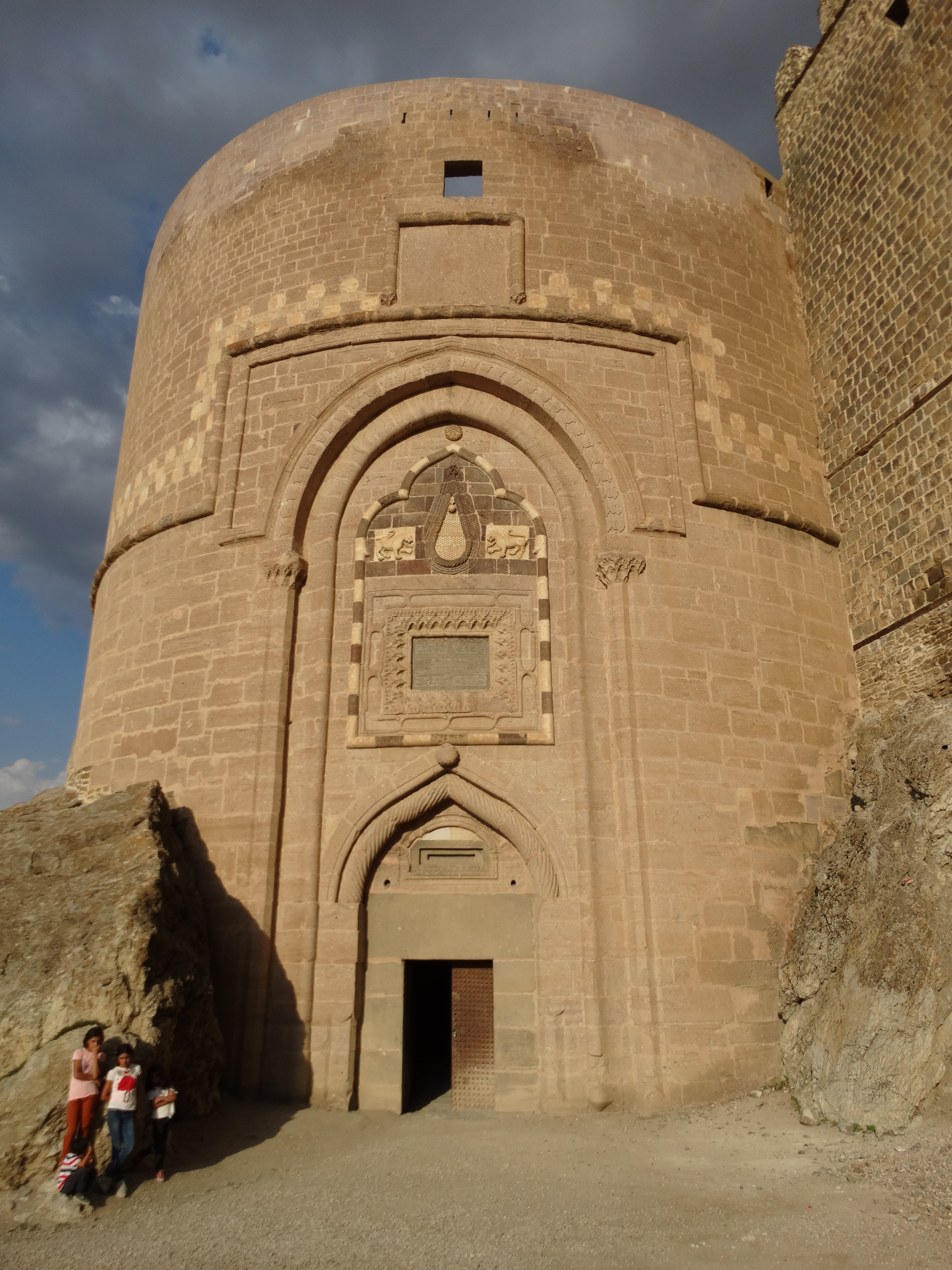
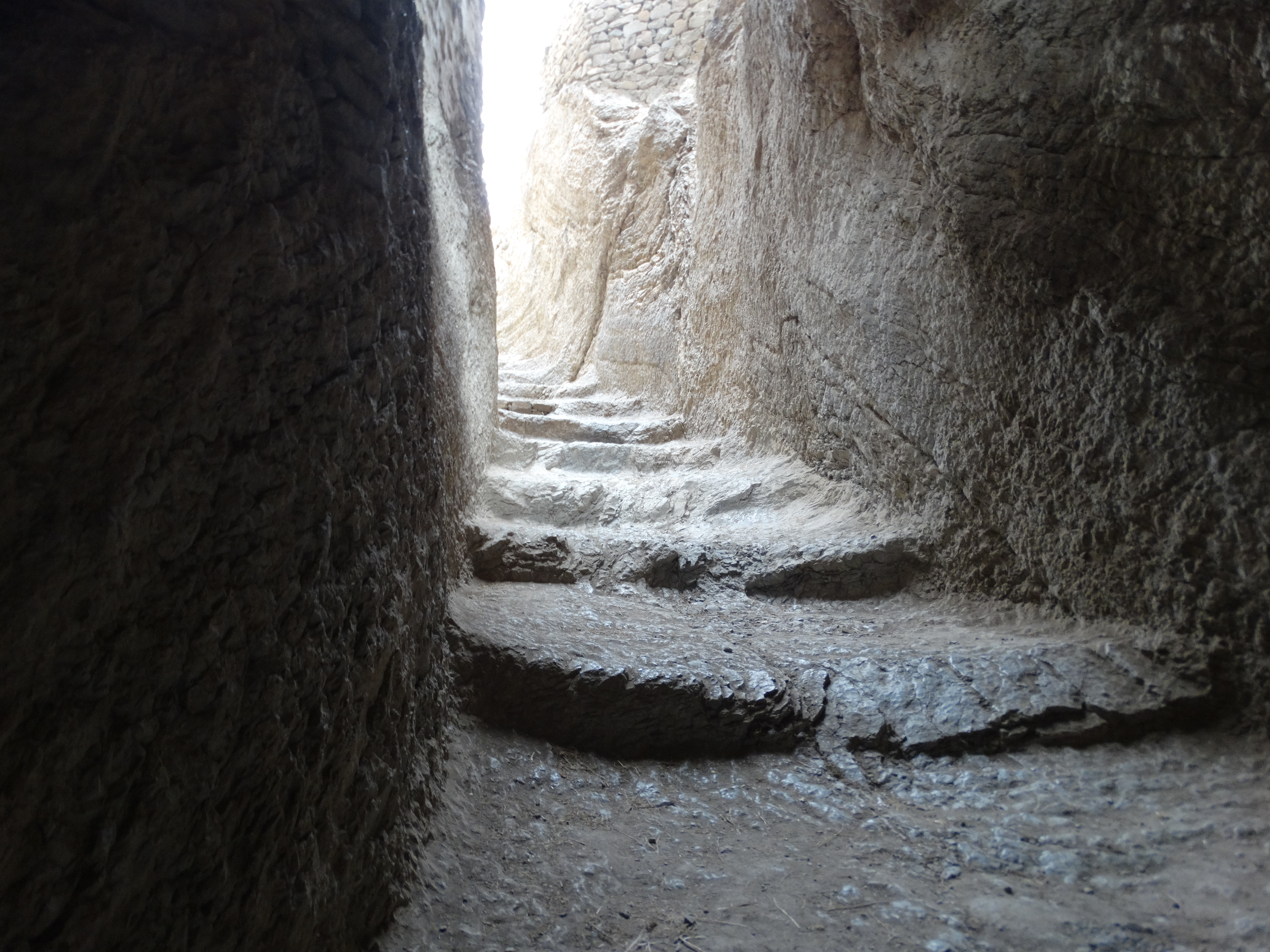
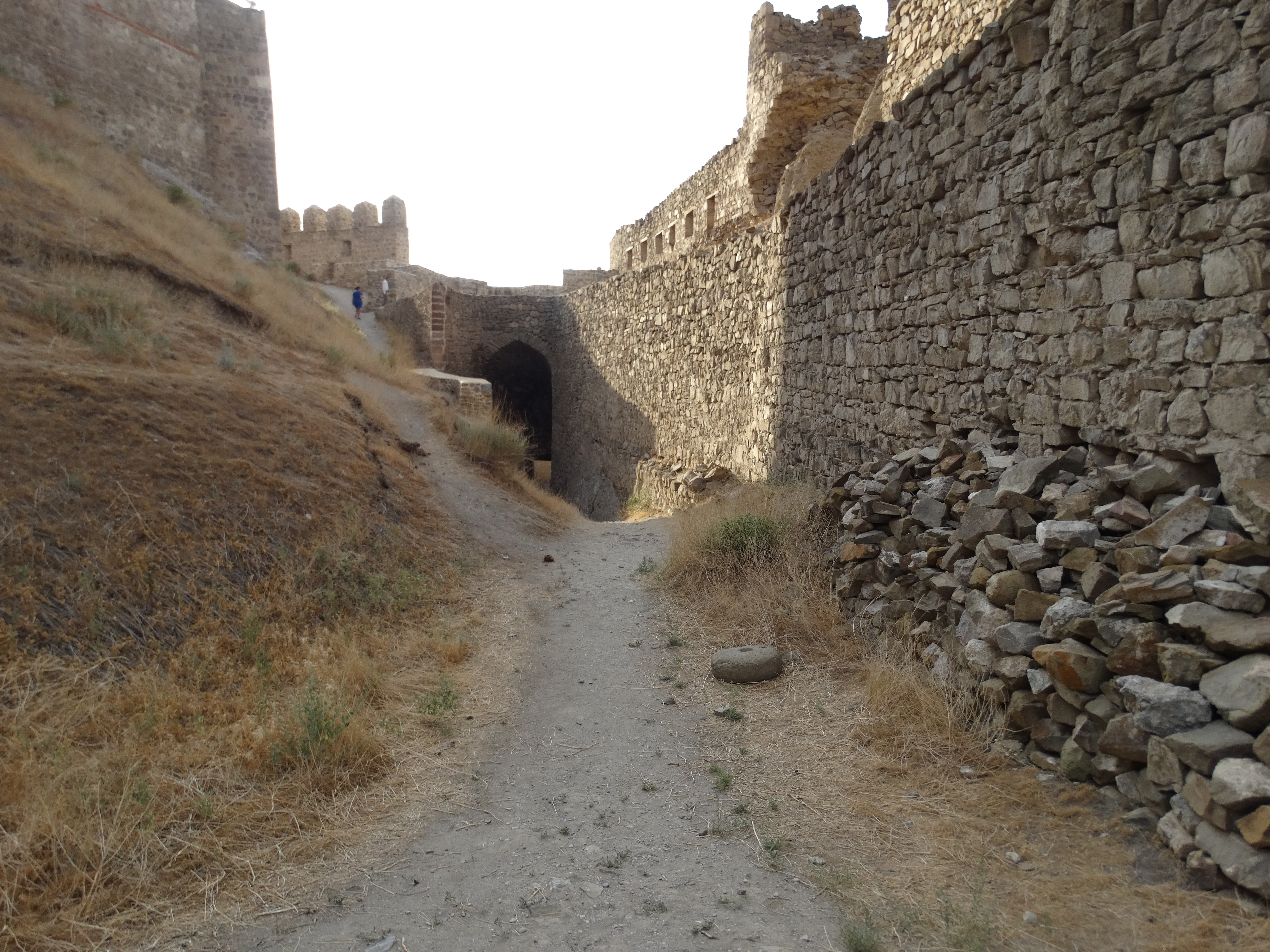
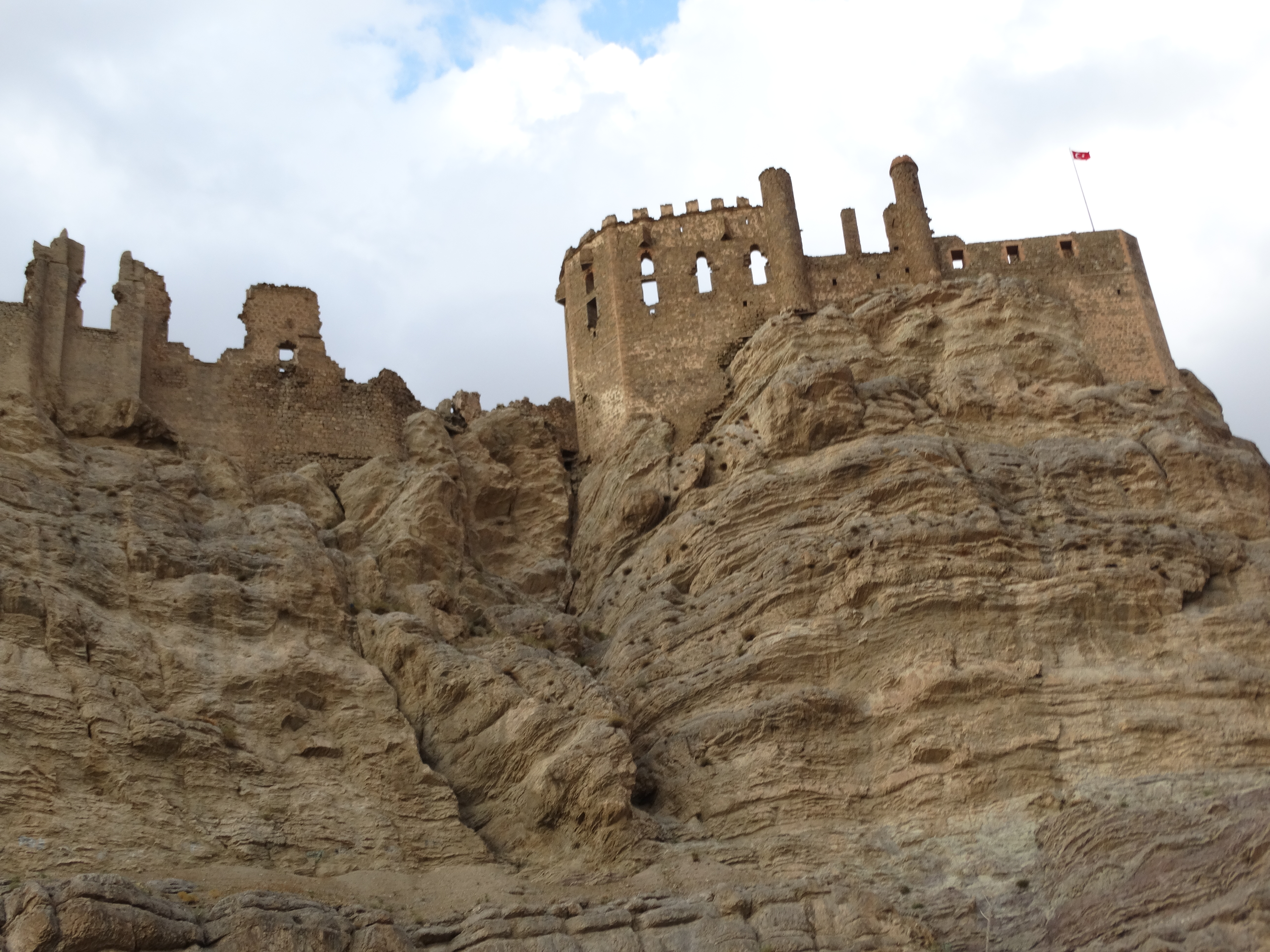
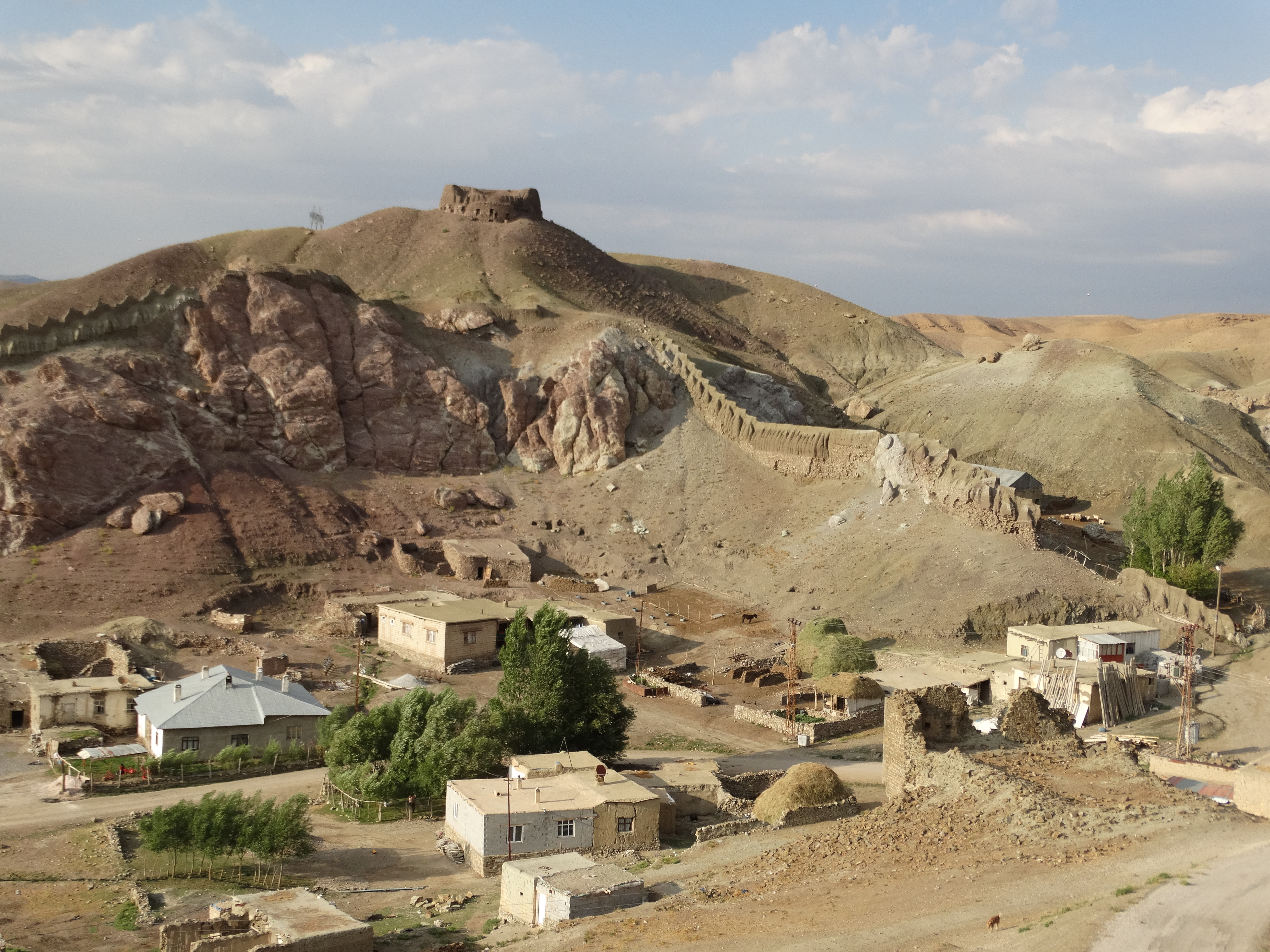
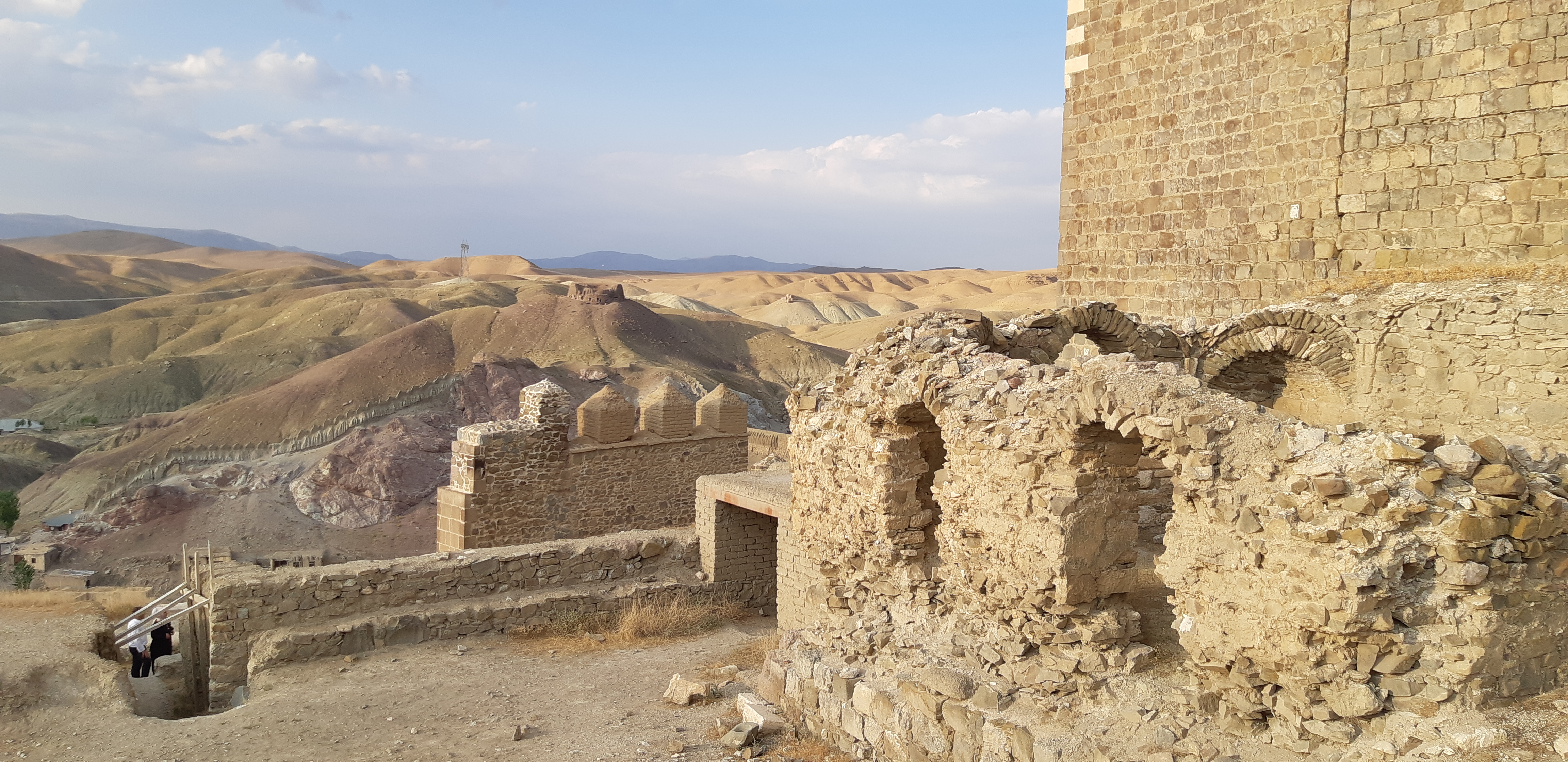
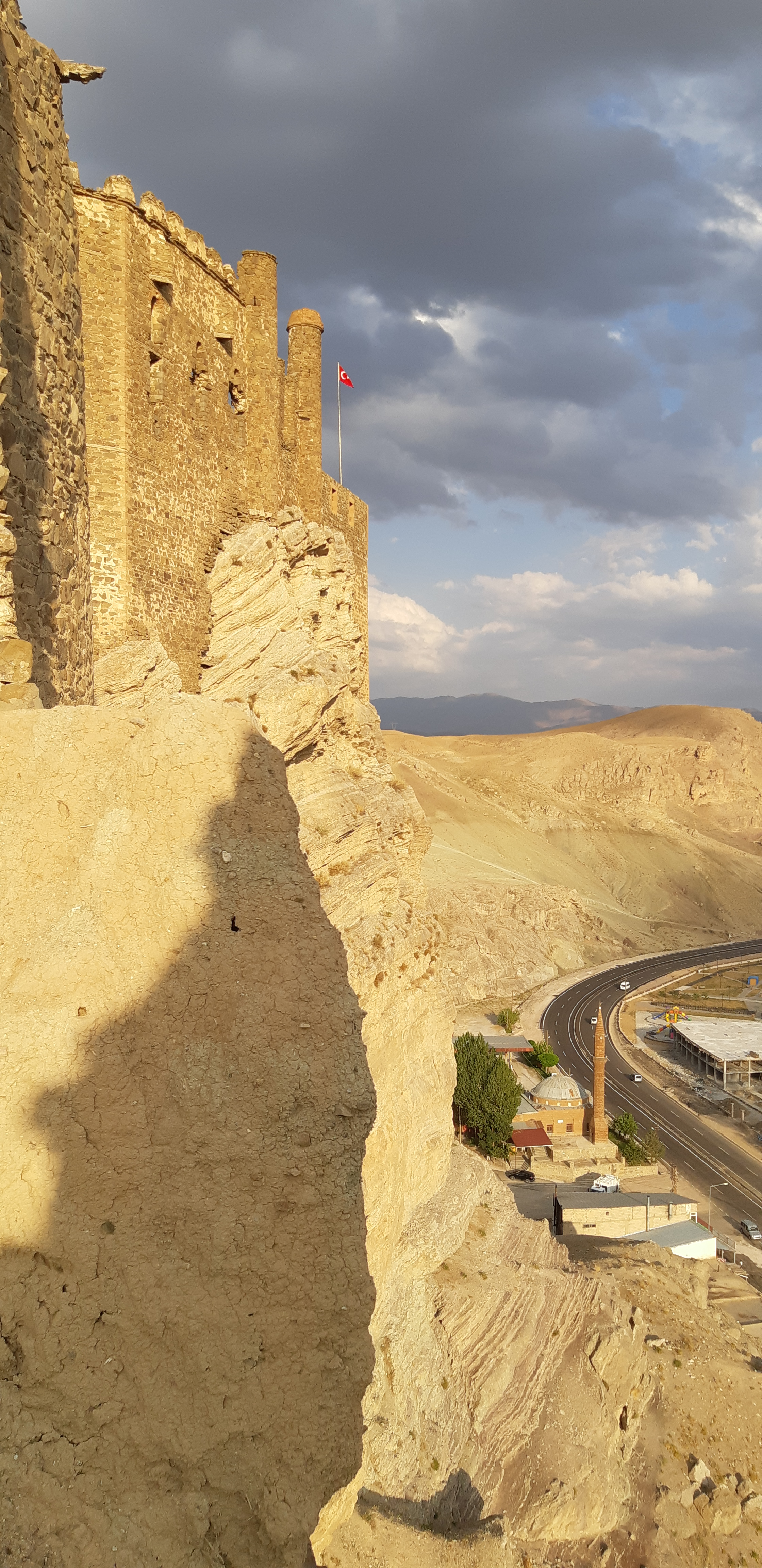